# Pandanus tectorius
Pandanus tectorius Parkinson ex Du Roi, 1774, è una pianta della famiglia Pandanaceae.

## Descrizione

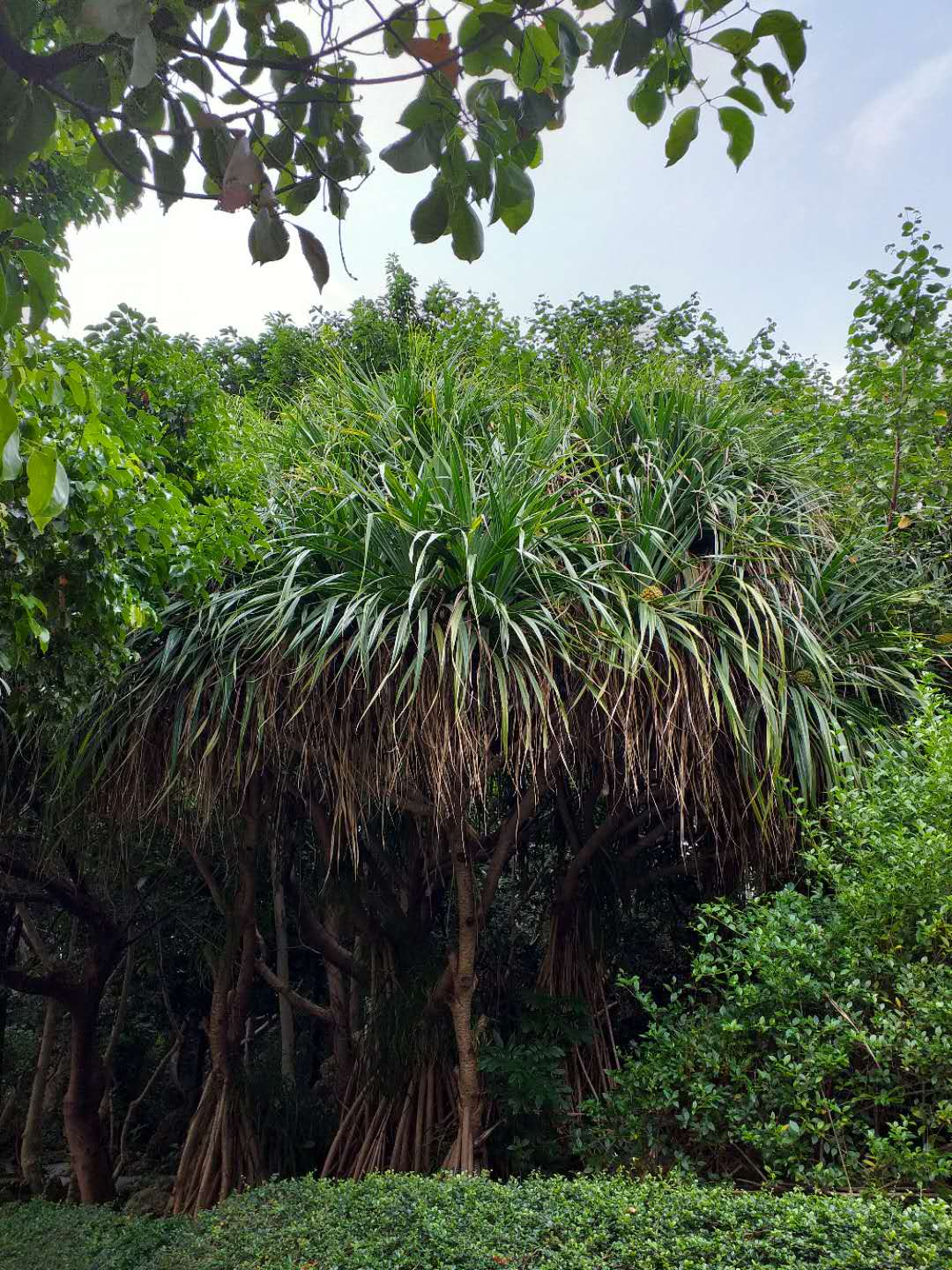
Pandanus tectorius

## Distribuzione e habitat
Il suo areale si estende dal sudest asiatico, dalle Filippine e dall'Indonesia, ad est attraverso Papua Nuova Guinea e l'Australia settentrionale, coprendo la gran parte delle isole dell'oceano Pacifico, incluse la Melanesia (Isole Salomone, Vanuatu, Nuova Caledonia e Isole Figi), la Micronesia  e la Polinesia (Wallis e Futuna, Tokelau, Samoa, Tonga, Niue, isole Cook, Polinesia francese e isole Hawaii).
Cresce fino a 1500 m di altitudine.

## Ecologia

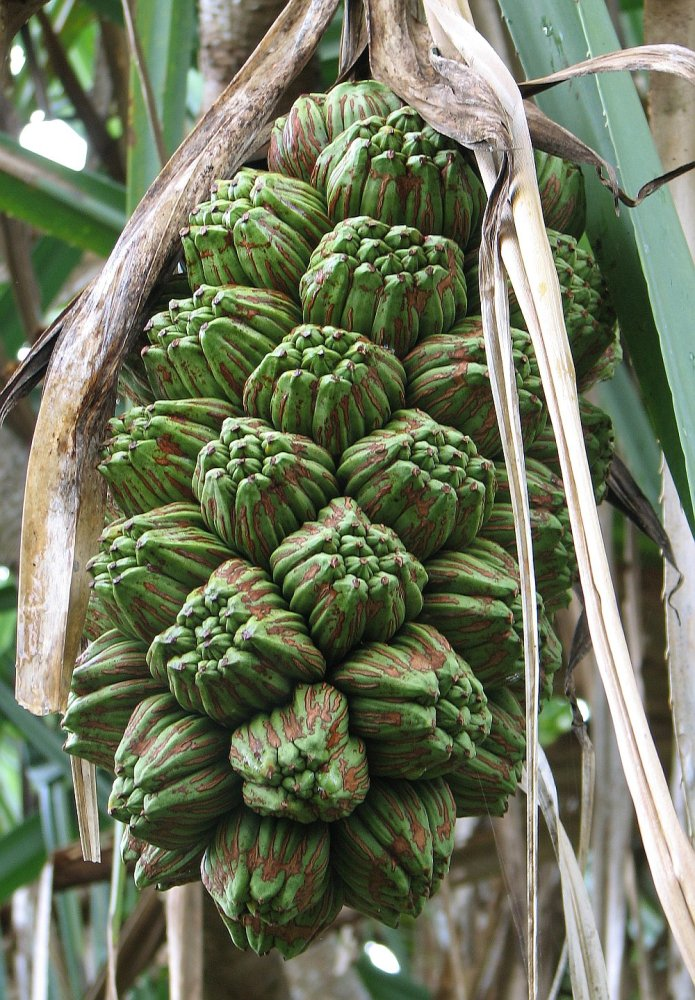
Frutti di P. tectorius

Il granchio Cardisoma carnifex si nutre dei frutti di P. tectorius favorendone la dispersione dei semi.
Esiste una stretta relazione tra P. tectorius e l'insetto stecco Megacrania batesii, che si nutre solo delle foglie delle sue piante.

## Usi

### Cucina
Il frutto del Pandanus tectorius è commestibile. Alcune varietà e cultivar contengono quantità significative di ossalato di calcio, quindi necessitano di una cottura accurata prima di essere consumate. Altre cultivar ne contengono poco o non ne contengono affatto, e possono essere mangiate crude. È un'importante fonte di cibo negli atolli della Micronesia e della Polinesia, con il frutto comunemente consumato crudo o trasformato in una pasta essiccata (come ad esempio lo jããnkun marshallese, il te tuae gilbertese o il sehnikun in kipar degli Stati Federati di Micronesia) o in farina. È anche uno degli alimenti tradizionali della cucina maldiviana.
Anche per gli aborigeni australiani era una fonte importante di cibo: ne mangiavano il frutto e i semi.

### Etnomedicina
Presso alcune popolazioni tribali del Bangladesh, le foglie di P. tectorius sono usate come lassativo e per trattare le malattie da raffreddamento e la varicella.
Nella medicina popolare hawaiiana, il polline, i fiori, le foglie e le radici di P. tectorius trovano svariati impieghi: nel trattamento della scrofula, delle infiammazioni cutanee e delle ferite, nella costipazione, nelle infezioni urinarie.
Nelle Filippine, un decotto di radici di P. tectorius è tradizionalmente utilizzato come diuretico. Decotti di foglie sono invece utilizzati per il mal di testa, i dolori reumatici ed il mal di stomaco. Le foglie secche polverizzate vengono utilizzate per favorire la cicatrizzazione delle ferite.